# لوئیس کارنیرو
لوئیس کارنیرو (انگلیسی: Licá؛ زادهٔ ۸ سپتامبر ۱۹۸۸) بازیکن فوتبال اهل پرتغال است که در پست وینگر راست برای لاملاس بازی می‌کند.
وی همچنین در تیم‌های ملی فوتبال زیر ۲۱ سال پرتغال و پرتغال بازی کرده‌است.